# 古斯格林

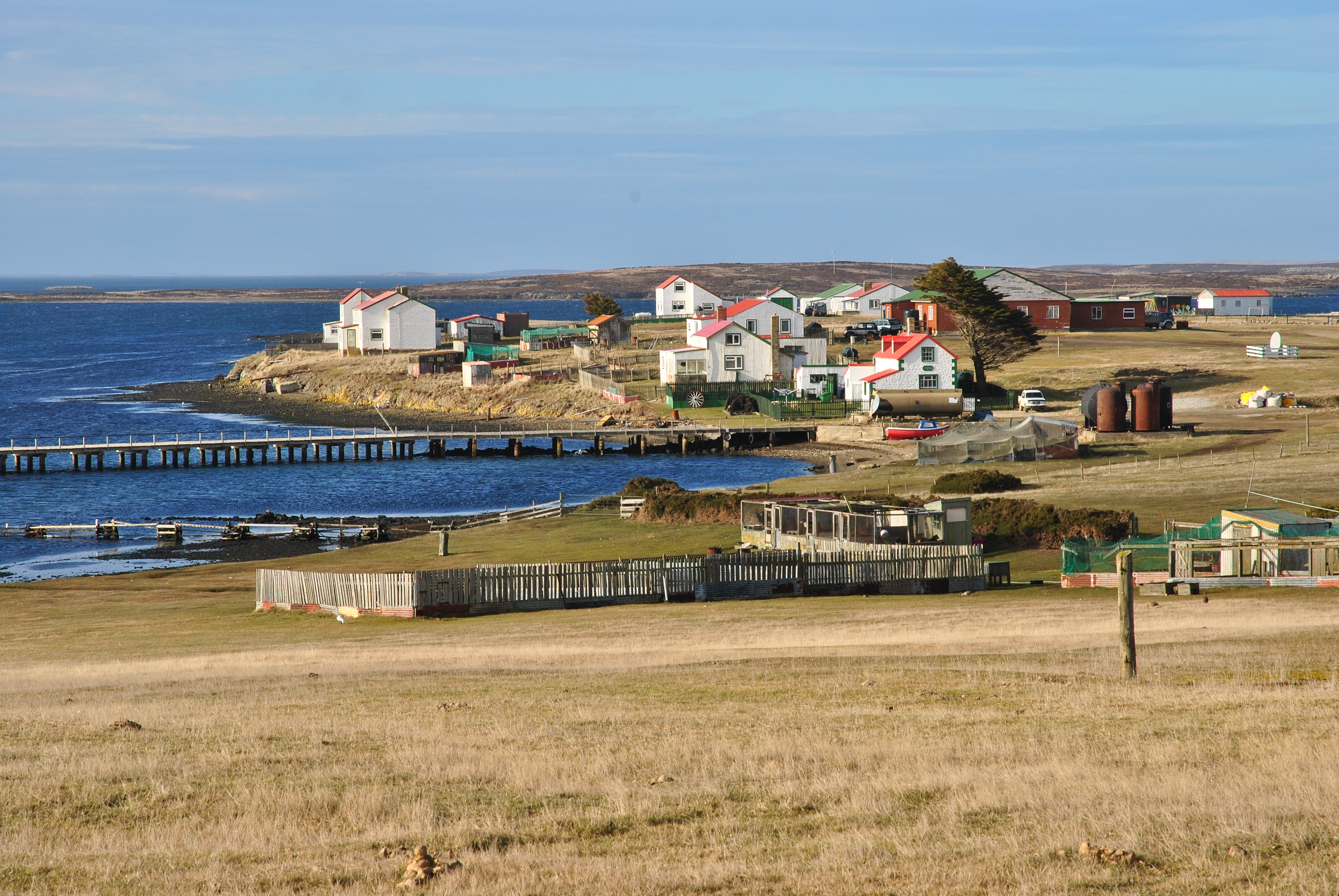
2012年8月中旬的古斯格林

古斯格林（英語：Goose Green）是福克蘭群島東福克蘭島拉佛尼亞半岛上的一個定居點。它位於島中央地峽東側的舒瓦瑟爾海灣，達爾文西南偏南3.2公里。人口約40，是福克蘭群島的第三大定居點，僅次於首府斯坦利和快活嶺空軍基地所在地芒特普林森。

## 歷史
在1982年福克蘭群島戰爭，英國與阿根廷軍隊曾於古斯格林爆發古斯格林戰役。